# Swale Island
Swale Island is een onbewoond eiland van bijna 11 km² in de Canadese provincie Newfoundland en Labrador. Het eiland ligt in Bonavista Bay, een grote baai aan de oostkust van Newfoundland, en maakt deel uit van het Nationaal park Terra Nova.

## Geografie
Swale Island is met 10,86 km² het vierde grootste eiland van Bonavista Bay. Het ligt anderhalve kilometer voor de kust van Newfoundland in het meest zuidelijke gedeelte van de baai. Swale Island is 8,4 km lang langsheen zijn zuidwest-noordoostas en is 1,9 km breed op het breedste punt.
In het noorden wordt het eiland begrensd door Newman Sound, een zij-arm van Bonavista Bay die aldaar zo'n 2,5 km breed is. De twee enige nabij Swale Island gelegen dorpen liggen aan de overkant ervan, op het schiereiland Eastport. Het betreft Sandy Cove en Happy Adventure.